# 真禎
真禎（しんてい、仁安4年（1169年）- ？）は、平安時代末期から鎌倉時代にかけての真言宗の僧侶。後白河天皇の第11皇子とされ、母は法印少僧都・仁操（輔仁親王の子）の娘である三条局。通称は太秦宮。

## 経歴
同母兄に道法法親王と承仁法親王（異説あり）がいるが、彼が親王宣下を受けられなかった理由は不明。
治承2年（1178年）、中宮平徳子の猶子の資格で東寺に入り、東寺長者であった大僧正禎喜の門に入るが、後に仁和寺の守覚法親王（異母兄）の門に移る。
真禎の出家について記した『山槐記』治承2年6月19日条には、「今日院若宮（母皇太后宮母屋三条殿、故仁操僧都女云々、仁和寺若宮弟）、為二ル大僧正禎嘉ノ弟子一ト」とある。
寿永元年（1182年）、権大僧都に任ぜられて仁和寺にいたが、後に広隆寺別当に補任される。
ところが、安貞2年（1228年）になって、尊長による謀反計画への関与が疑われて摂津国へ配流され、以降消息不明となった。